# Amblyodipsas microphthalma
Amblyodipsas microphthalma (східна пурпурово-блискуча змія) — вид отруйних змій родини земляних гадюк (Atractaspididae). Мешкає в Південній Африці.

## Підвиди
Виділяють два підвиди:
- Amblyodipsas microphthalma microphthalma (Bianconi, 1852);
- Amblyodipsas microphthalma nigra Jacobsen, 1986.

## Поширення і екологія
Amblyodipsas microphthalma мешкають на півдні Мозамбіку та на сході Південно-Африканської Республіки. Вони живуть в тропічних лісах та на луках, на висоті до 350 м над рівнем моря.